# Huset Hauteville
För andra betydelser, se Hauteville.

Vapensköld

Hauteville, en ätt som härstammade från Tankred av Hauteville (död cirka 1041) i Normandie.  En av hans söner var Robert Guiscard, som blev hertig av Apulien 1059. Roberts son Bohemund I blev 1098 furste av Antiochia (nuv. Antakya), där hans ättlingar i äktenskap med en dotter till Filip I av Frankrike regerade ända till 1268. Se även Bertha av Holland.
Tankreds son Roger blev 1072 greve av Sicilien, där hans son Roger II blev kung 1130. Där regerade dennes ättlingar på manssidan till 1194, då Roger II:s svärson, den hohenstaufiske kejsaren Henrik VI, lyckades sätta sig i besittning av ön.